# Joseph and the Amazing Technicolor Dreamcoat
Joseph and the Amazing Technicolor Dreamcoat è un'opera musicale composta da Andrew Lloyd Webber con testi di Tim Rice, eseguita per la prima volta in versione completa nel 1972. Si ispira al racconto biblico di Giuseppe e i suoi fratelli (libro della Genesi).
Il musical fu scritto inizialmente come breve pezzo per il saggio di primavera della Colet Court School a Londra nel 1968 e la sua durata era di quindici minuti. Negli anni successivi fu rappresentato in edizioni più estese sia nel Regno Unito che all'estero e ne vennero fatte diverse incisioni discografiche. Di particolare rilevanza la prima produzione nel West End di Londra del 1991, con Jason Donovan nella parte di Joseph, che ebbe un notevole successo rimanendo in scena due anni e mezzo.
Nel 1999 ne è stata realizzata una versione video con Donny Osmond nella parte di Joseph e la partecipazione straordinaria di Joan Collins nella parte non cantata della moglie di Potiphar.
È stato calcolato che nei suoi trent'anni di storia lo spettacolo è stato rappresentato in circa 20 000 scuole o piccoli teatri. Circa 500 scuole e compagnie amatoriali nel Regno Unito (e più di 750 negli Stati Uniti e Canada) allestiscono il musical ogni anno.
In Italia il musical è stato rappresentato da compagnie amatoriali e professioniste. Nella stagione 2005/2006 è stata prodotta dalla compagnia Rockopera in una versione in italiano realizzata da Franco Travaglio, Simone Giusti e Mara Mazzei dal titolo Joseph e la strabiliante tunica dei sogni in technicolor. In questa produzione Antonello Angiolillo ha interpretato Giuseppe e Rossana Casale la narratrice, per la regia di Claudio Insegno, le coreografie di Fabrizio Angelini e la direzione musicale di Simone Giusti. Si tratta della prima opera di Andrew Lloyd Webber ufficialmente tradotta in italiano.
Il 17 luglio 2007 ha debuttato al teatro Adelphi di Londra una nuova produzione del musical co-prodotta dallo stesso Lloyd Webber. Il suo protagonista è stato scelto attraverso un reality show della BBC intitolato come una delle più famose canzoni del musical: Any Dream Will Do.